# Homero de Bizancio
Homero de Bizancio (en griego antiguo: Ὅμηρος) fue un gramático  y un poeta trágico de la antigua Grecia. También fue llamado ho Neoteros ("el más joven"), para distinguirlo de Homero el más viejo (Homero).
Era hijo del gramático Andrómaco y la poetisa Mero (algunas fuentes la dan como su hija en lugar de su madre), floreció a principios del siglo III a. C. en la corte de Ptolomeo II Filadelfo en Alejandría. Junto con su principal rival, Sosíteo, se cuenta entre los siete grandes trágicos del canon alejandrino, o "Pléyade trágica" (llamado así por la constelación de siete estrellas). A Homero se atribuye de entre 45, 47 o 57 obras de teatro, todas ellas ahora perdidas, perdurando tan solo el título de una de ellas, Eurípilo.